# Estadi Arnar
L'Estadi Arnar (en armeni Արնար Մարզադաշտ) és un estadi de la ciutat d'Idjevan, Armènia.

## Història
Fou construït per l'empresari armeni Artsruni Ghalumian l'any 2007. El primer partit disputat fou la final de la copa armènia de futbol de l'any 2008 entre Ararat Yerevan i Banants. Ararat Yerevan guanyà el títol per 2-1 després d'una pròrroga davant 2.500 espectadors.
Entre 2011 i 2012 fou utilitzat pels clubs F.C. Impulse de Dilidjan i Shirak F.C. de Gyumri.